# Việt Nam tại Đại hội Thể thao Đông Nam Á 1993
Tại Đại hội Thể thao Đông Nam Á thứ 17 được tổ chức tại Singapore. Đoàn thể thao Việt Nam gồm với 139 vận động viên, dưới sự dẫn dắt của các ông Đoàn Thao, Nguyễn Đình Khoái và Hoàng Vĩnh Giang đã giành được 34 huy chương trong đó có 9 huy chương vàng. Các thành tích nổi bật của đoàn phải kể đến tấm huy chương vàng SEA Games thứ tư và thứ năm của xạ thủ Đặng Thị Đông và việc nhà vô địch Judo Cao Ngọc Phương Trinh bảo vệ thành công ngôi quán quân ở hạng cân dưới 48 kg giành được 2 năm về trước.
- Lãnh đạo đoàn: Đoàn Thao, Nguyễn Đình Khoái, Hoàng Vĩnh Giang.
- Số người tham gia: 220 (139 vận động viên).
- Số môn thi của đoàn Việt Nam (15): điền kinh, bơi lội, bắn súng, bóng đá, bóng chuyền, bóng bàn, quần vợt, cầu lông, xe đạp, judo, karatedo, quyền anh, taekwondo, wushu, pencak silat.
Tại SEA Games 17 này, lần đầu tiên đoàn thể thao Việt Nam vượt qua Myanmar, đứng ở vị trí thứ 6 trong tổng số 9 quốc gia tham dự đại hội. Cuộc đua vị trí thứ 6 rất căng thẳng. Trước ngày bế mạc, Việt Nam có 9 HCV, nhiều hơn đoàn Myanmar 1 chiếc, song lại thua kém về số HCB. Tuy nhiên, đoàn Việt Nam đã hết cơ hội đoạt HCV vì đã thi đấu xong các nội dung trong khi đoàn Myanmar còn một trận chung kết bóng đá. Nếu họ thắng Thái Lan trong trận chung kết bóng đá nam, họ sẽ đòi lại được vị trí thứ sáu của đoàn Việt Nam. Tuy nhiên, trong trận chung kết bóng đá năm đó, Myanmar đã để thua sát nút Thái Lan 3-4, trong một trận đấu mà ngôi sao trẻ Kiatisuk đã toả sáng. Chiếc HCV bóng đá này mở ra một kỉ nguyên thống trị nền bóng đá khu vực của Thái Lan, đồng thời cũng gián tiếp giúp cho Việt Nam bảo toàn được vị trí thứ sáu.
Thành tích cụ thể của đoàn thể thao Việt Nam như sau:
9 huy chương vàng
- Đặng Thị Đông - súng trường tiêu chuẩn.
- Đồng đội súng trường tiêu chuẩn (Đặng Thị Đông, Ngô Ngân Hà, Trịnh Thu Hà).
- Phạm Cao Sơn - súng ngắn tiêu chuẩn 3x20 viên.
- Đồng đội súng ngắn tiêu chuẩn (Nguyễn Quốc Cường, Lê Tuấn Đồng, Phạm Cao Sơn).
- Cao Ngọc Phương Trinh - judo hạng 48 kg.
- Nguyễn Đăng Khánh - taekwondo hạng 76 kg.
- Nguyễn Anh Tuấn - karatedo 55 kg.
- Trần Văn Thông - karatedo hạng 60 kg.
- Nguyễn Quốc Trung - judo hạng 60 kg.
6 huy chương bạc
- Nguyễn Tấn Nam - súng trường tự chọn 60 viên.
- Đồng đội súng trường tự chọn 60 viên (Nguyễn Tấn Nam, Trần Quang Vinh, Nguyễn Tiến Trung).
- Đồng đội nam súng ngắn tự chọn 60 viên (Trần Văn Phiến, Trịnh Quốc Việt, Nguyễn Trọng Thái).
- Đồng đội nam súng ngắn bắn nhanh (Nguyễn Quốc Cường, Lê Tuấn Đồng, Trịnh Quốc Việt).
- Trương Tuấn Vũ - taekwondo hạng 70 kg.
- Ngô Thu Thủy - đơn nữ bóng bàn.
19 huy chương đồng
- Trịnh Quốc Việt - súng ngắn bắn nhanh.
- Nguyễn Văn Lợi - 100 m rào.
- Vũ Bích Hường - 100 m rào.
- Vũ Mỹ Hạnh - nhảy cao.
- Đặng Văn Chín - pencak silat hạng 70 kg.
- Phạm Ngọc Phương - pencak silat hạng 55 kg.
- Nguyễn Đức Thắng - pencak silat hạng 50 kg.
- Chế Thư - pencak silat hạng 45 kg nữ.
- Huỳnh Viết Khánh - quyền anh hạng 51 kg.
- Trần Hoài Thu - wushu (nam quyền).
- Trần Hoài Thu - wushu (kiếm).
- Nguyễn Phương Lan - wushu (đao).
- Đồng đội karatedo (Nguyễn Anh Tuấn, Trương Anh Dũng, Lê Tùng Dương, Trần Văn Thông, Nguyễn Mạnh Toàn).
- Khúc Liễu Châu - taekwondo hạng 60 kg nữ
- Trần Vũ Thị Hiếu Hạnh - judo hạng 52 kg n.
- Hồng Xương Kim Nam - judo hạng 71 kg nam.
- Trần Thu Hà - đơn nữ bóng bàn.
- Đôi nam bóng bàn (Vũ Mạnh Cường, Nguyễn Đức Long).
- Đồng đội nam bóng bàn (Trần Tuấn Anh, Vũ Mạnh Cường, Lý Minh Triết).